# 1991 VG
1991 VG ist ein kleiner Asteroid, der die Sonne auf einer ungewöhnlichen Umlaufbahn umläuft, die nur geringfügig von der Erdbahn abweicht. Er wurde am 6. November 1991 von Jim V. Scotti im Rahmen des Spacewatch-Projekts am Kitt-Peak-Nationalobservatorium entdeckt.
Aufgrund der Umlaufbahn, der geringen Größe und der beobachteten starken Helligkeitsschwankungen wurde zunächst vermutet, dass es sich bei dem Objekt um eine ausgebrannte Raketenstufe einer Apollo- oder Luna-Mission zum Mond handeln würde. Eine Rückrechnung der Umlaufbahn zeigte allerdings keine zufriedenstellende Übereinstimmung. Der australische Astronom Duncan Steel schlug daher vor anzunehmen, dass es sich bei dem Objekt um eine Raumsonde einer außerirdischen Zivilisation handeln könnte, die unser Sonnensystem erforschen soll.
Heute geht man davon aus, dass es sich bei 1991 VG um einen Felsbrocken handelt, der bei einem Meteoriteneinschlag auf dem Mond in den Weltraum geschleudert wurde und seither selbständig um die Sonne kreist. Die Entdeckung einiger Mondmeteoriten auf der Erde zeigt, dass solche Bruchstücke des Mondes existieren müssen und diese gelegentlich auch als Meteoriten auf die Erde herabfallen.
Am 30. Mai und 1. Juni 2017 konnte er am Cerro-Paranal-Observatorium in Chile erneut beobachtet werden (MPO 409946 des Minor Planet Center).
Der Asteroid hätte von der NASA-Sonde Near-Earth Asteroid Scout erforscht werden sollen, aufgrund von Verzögerungen bei der Entwicklung der Trägerrakete SLS wurde jedoch 2020 GE als Ziel gewählt.